# Битва за Нарву (1944)

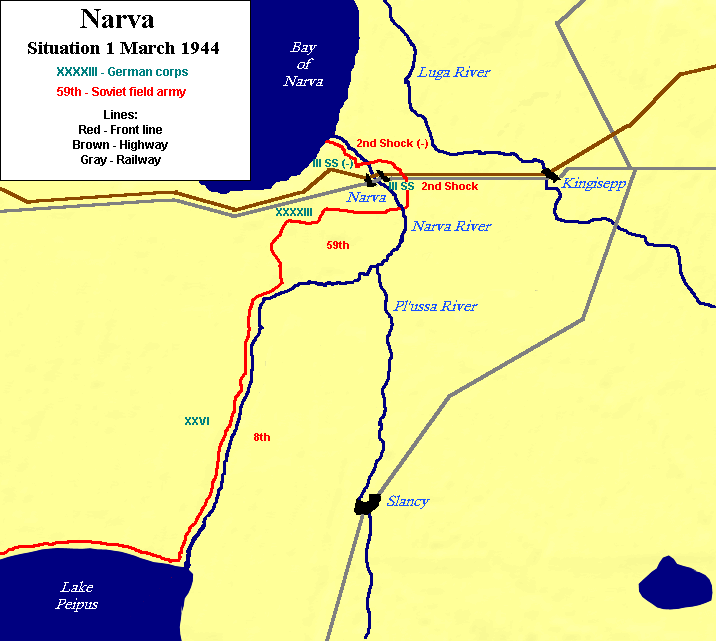
Карта району бойових дій

Не варто плутати з битвою під Нарвою 1700 року
Битва за Нарву (1944) (2 лютого — 10 серпня 1944) — серія битв та боїв на північному фланзі Східного фронту Другої світової війни між радянськими військами Ленінградського фронту та німецькою армійською групою «Нарва» за оволодіння стратегічно важливим Нарвським перешийком.
Кампанія проходила в північній частині Східного фронту і складалася з двох основних етапів: Битва за плацдарм Нарва (з лютого по липень 1944) і битва за лінію «Танненберг» (липень-серпень 1944). В результаті проведення радянськими військами фронтових Кінгісеппсько-Гдовської та Нарвської наступальних операцій (15-28 лютого, 1-4 березня і 18-24 березня), що були частиною загального наступу Червоної армії в ході Зимової кампанії 1944, лінія фронту між німецькими та радянськими військами усталилася поблизу міста Нарва. На боці німецького Вермахту діяла значна кількість іноземних добровольців і місцевих естонських призовників, що брали участь у битві в складі німецьких військ. Таким чином естонський рух опору сподівався відтворити національну армію і відновити незалежність країни.